# 1948 في الجزائر
الأحداث من عام 1948 في الجزائر.

## الأحداث
- 11 فبراير – تعيين مارسيل إدموند نايجلين حاكم عام للجزائر[1]
- 4 و 11 أبريل – إجراء انتخابات المجلس الجزائري الجديد في الجزائر المستعمرة الفرنسية

## المواليد
- 1 يناير –كريم يونس – سياسي وكاتب جزائري
- 26 يوليو– أحمد نوي – سياسي جزائري وزير أمين عام للحكومة الجزائرية
- 1 أغسطس – عبد المالك سلال – وزير أول سابق في الجزائر

## الوفيات
26 أوكتوبر – أحمد الشريف سعدان [الفرنسية]
 – رائد الحركة الوطنية الجزائرية، سُجن مع فرحات عباس عقب مجازر 8 مايو 1948– ولدفي 4 نوفمبر 1895 (52 سنة)